# Frankfurter Volleyball Verein
Der Frankfurter Volleyball Verein (FVV) ist mit über 800 Mitgliedern einer der größten schwul-lesbischen Sportvereine in Europa und Frankfurts größte schwule Institution. Er hat seinen Sitz in Frankfurt am Main und ist Mitglied im Turngau Frankfurt.

## Geschichte
Der FVV wurde 1985 als Sportverein für homosexuelle Männer mit der ersten Sportart Volleyball in der Absicht gegründet, sportbegeisterten homosexuellen Menschen die Ausübung von Sportarten in einem vorurteils- und diskriminierungsfreien Umfeld in Frankfurt am Main zu ermöglichen. Die bewusst neutrale Namenswahl beruhte auf dem damaligen Bedürfnis der Mitglieder als ganz „normaler“ Sportverein wahrgenommen zu werden.
Als Gründungsmitglied der EGLSF war der Verein schon früh ein wichtiger Teil der europäischen schwul-lesbischen Sportbewegung, die sich für den Abbau der Diskriminierung homosexueller Sportler in Europa einsetzt. Deutlich wurde das europäische Engagement des FVV insbesondere durch die Ausrichtung der EuroGames 1995 in Frankfurt – den ersten Spielen dieser Größe in Europa.

## Sportarten
Es werden inzwischen ca. 30 Sportarten betrieben: u. a. Badminton, Basketball, Bowling, Fitness, Fußball, Nordic Walking, Rudern, PositHIV Sport, Radfahren, Schwimmen, Squash, Synchronschwimmen, Tanzen, Tennis, Tischtennis, Trampolinturnen, Triathlon, Turmspringen und Volleyball.
Besonderheiten des Vereins sind zum Beispiel die Sportabteilung mit speziellen Angeboten für HIV-Positive, und das Synchronschwimmen. Im Verein gibt es die europaweit erste und deutschlandweit einzige männliche Synchronschwimmergruppe.
Der Verein ist jedoch nicht nur im Breitensport aktiv, sondern nimmt auch an Turnieren in der (nicht vorwiegend schwulen bzw. lesbischen) Kreisklasse, Kreisliga oder Bezirksliga und Turnieren im In- und Ausland teil. Der Verein ist darüber hinaus an Wettbewerben anderer schwul-/lesbischer Sportvereinen beteiligt, z. B. an den Gay Games, Outgames und EuroGames.

## Rahmenprogramm
Der FVV veranstaltet ein jährlich stattfindendes, international besuchtes XMAS-Turnier, an welchem jedes Jahr ca. 1.000 Sportler aus verschiedenen Ländern Europas teilnehmen. Seit 2005 verstärkt der Verein sein Engagement zur Unterstützung osteuropäischer schwuler Sportvereine, welche angesichts des raueren politischen Klimas in diesen Ländern oft Opfer von Diskriminierung sind. Mit einem „Outreach-Osteuropa“-Programm sammelt der FVV Spenden, um die Kosten osteuropäischer schwuler und lesbischer Sportler, die durch deren Teilnahme am XMAS-Turnier entstehen, teilweise decken zu können. Der FVV arbeitet diesbezüglich eng mit dem Völklinger Kreis zusammen.
Außer dem XMAS-Turnier veranstaltet der FVV vielfältige Freizeitevents. So gibt es beispielsweise ein Sommerfest, bei dem sich Gäste im Handtaschenweitwurf üben können.